# Lysipatha
Lysipatha is een geslacht van vlinders van de familie tastermotten (Gelechiidae).

## Soorten
- L. cyanoschista Meyrick, 1926
- L. diaxantha Meyrick, 1932